# Caffrowithius uncinatus
Espèce
Synonymes
- Anepsiochernes uncinatus Beier, 1954

Caffrowithius uncinatus est une espèce de pseudoscorpions de la famille des Chernetidae.

## Distribution
Cette espèce se rencontre au Tanzanie et au Kenya.

## Publication originale
- Beier, 1954 : Zwei neue Pseudoscorpione aus Ostafrika. Zoologischer Anzeiger, vol. 152, p. 84-88.